# Мексикано-саудовские отношения
Мексикано-саудовские отношения — двусторонние дипломатические отношения между Мексикой и Саудовской Аравией.

## История
Мексика и Саудовская Аравия установили дипломатические отношения 12 сентября 1952 года. 31 июля 1975 года президент Мексики Луис Эчеверриа нанес пятидневный визит в Саудовскую Аравию и встретился с королем Халидом ибн Абдул-Азиз Аль Саудом в Джидде . Два лидера также обсудили текущие события, происходящие в то время на Среднем Востоке.
В октябре 1981 года наследный принц Саудовской Аравии Фахд ибн Абдул-Азиз Аль Сауд посетил Мексику для участия в саммите "Север-Юг" и встретился с президентом Мексики Хосе Лопесом Портильо. В 1981 году обе страны открыли посольства в столицах друг друга. В июне 2010 года министр иностранных дел Мексики  Патрисия Эспиноса посетила Саудовскую Аравию.  В марте 2014 года министр иностранных дел Мексики Хосе Антонио Мид посетил Саудовскую Аравию.
В январе 2016 года президент Мексики Энрике Пенья Ньето совершил официальный визит в Саудовскую Аравию .  В ходе своего визита президент Энрике Пенья Ньето встретился с королем Салманом бин Абдель Азизом Аль Саудом и вместе они подписали 11 двусторонних соглашений: сотрудничество по борьбе с организованной преступностью; сотрудничество в уклонении от уплаты налогов и отмена двойного налогообложения; энергия; сделка; защита инвестиций и культурных и спортивных соглашений. Президент Пенья Ньето также наградил короля Салмана орденом ацтекского орла . В декабре 2018 года государственный министр Саудовской Аравии Мансур Бин Метаб Аль-Суд принял участие в инаугурации президента Мексики Андреса Мануэля Лопеса Обрадора.

## Дипломатические визиты
Дипломатические визиты (Мексика - Саудовская Аравия) 
- Президент Луис Эчеверриа (1975)
- Министр иностранных дел  Патрисия Эспиноса (2010)
- Помощник министра Лурдес Аранда (2011)
- Министр иностранных дел Хосе Антонио Мид (2014)
- Помощник министра Карлос де Икаса (2014, 2015)
- Президент Энрике Пенья Ньето (2016)

 Дипломатические визиты (Саудовская Аравия - Мексика) 
- Король Фахд ибн Абдул-Азиз Аль Сауд (1981)
- Государственный министр Мансур Бин Метаб Аль-Суд (2018)

## Двусторонние соглашения
Обе страны подписали несколько двусторонних соглашений, таких как Меморандум о взаимопонимании и сотрудничестве между дипломатическими институтами обеих стран (2009 год); Меморандум о взаимопонимании по организации политических консультаций по вопросам, представляющим взаимный интерес (2014 г.); Соглашение об избежании двойного налогообложения (2016); Соглашение о сотрудничестве между банками обеих стран по развитию и экспорту (2016 г.); Соглашение о воздушном сообщении (2016 г.); Соглашение о сотрудничестве в сфере туризма (2016); Меморандум о взаимопонимании в области сотрудничества нефтегазового сектора (2016 г.); Меморандум о взаимопонимании между Pemex и Saudi Aramco (2016) и Соглашение о сотрудничестве в борьбе с организованной преступностью (2017).

## Торговые отношения
В 2018 году двусторонняя торговля между странами составила 352 миллиона долларов США Саудовская Аравия является крупнейшим торговым партнером Мексики среди арабских стран и 41-м в мире.  Основной экспорт Мексики в королевство включает: медную проволоку, алюминиевый сплав и мёд. Основной экспорт Саудовской Аравии в Мексику включает: газ и газ пропан. Мексиканская транснациональная компания KidZania работает в Саудовской Аравии.

## Дипломатические миссии
- Посольство Мексики в Эр-Рияде
- Посольство Саудовской Аравии в Мехико